# Dorota Szymczak
Dorota Szymczak, z domu Młudzik (ur. 1964) – polska koszykarka, występująca na pozycji rozgrywającej lub rzucającej, reprezentantka Polski, multimedalistka mistrzostw Polski.

## Osiągnięcia
Drużynowe
- Mistrzyni Polski (1989)
- Wicemistrzyni Polski (1988)
- Brązowa medalistka mistrzostw Polski (1983)